# اللجنة الوطنية الأرمنية الأمريكية
اللجنة الوطنية الأرمنية الأمريكية (ANCA) (بالأرمنية: Ամերիկայի Հայ դատի յանձնախումբ)‏ هي أكبر جماعة ضغط أرمينية أمريكية وأكثرها نفوذًا. تعمل المنظمة بالتنسيق مع شبكة من المكاتب والفروع والداعمين في جميع أنحاء الولايات المتحدة والمنظمات التابعة لها في جميع أنحاء العالم، بنشاط على تعزيز اهتمامات المجتمع الأرمني الأمريكي بشأن مجموعة واسعة من القضايا.

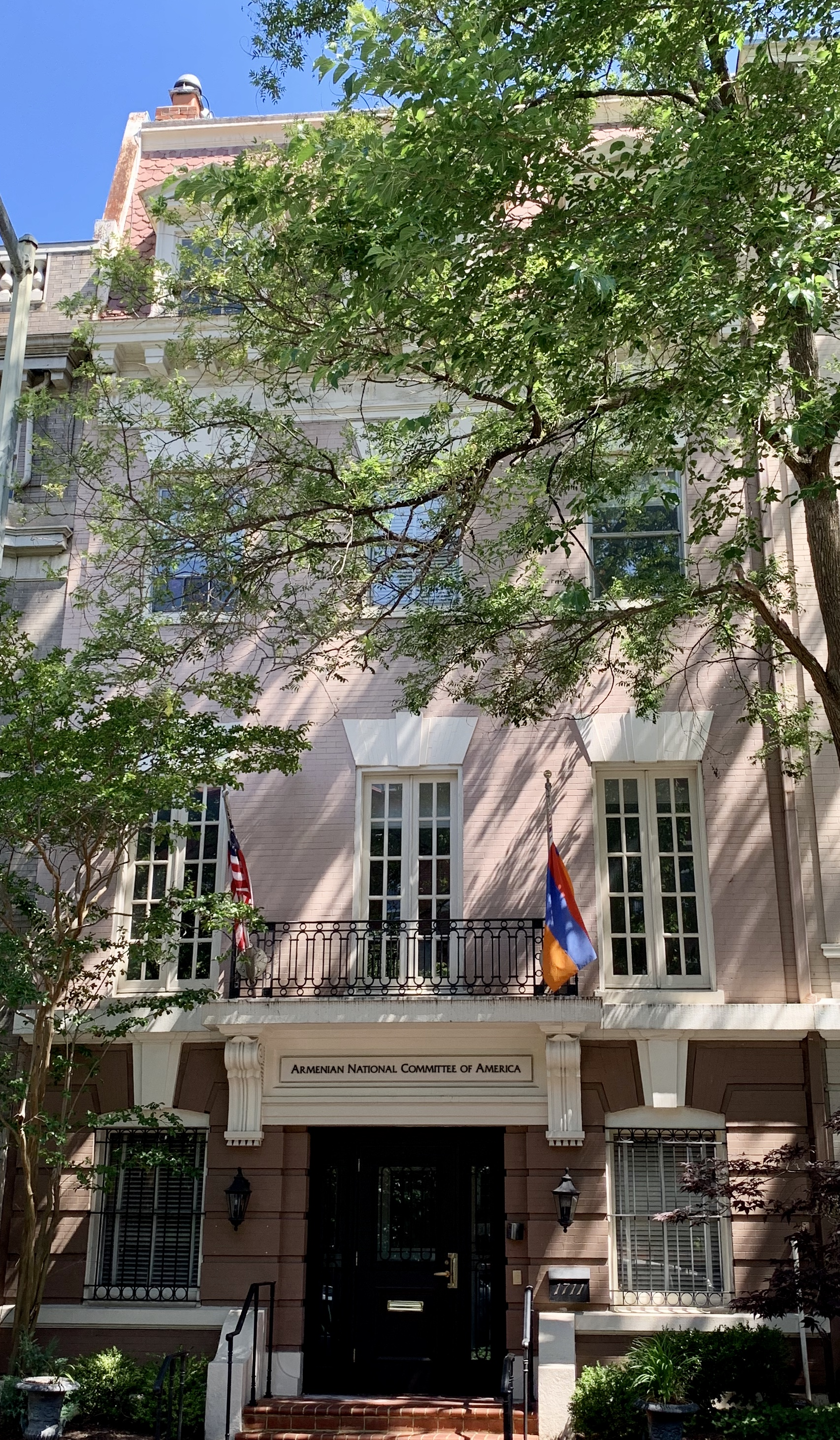
مقر اللجنة الوطنية الأرمنية الأمريكية في واشنطن العاصمة

## التاريخ
تأسست اللجنة الوطنية الأرمنية الأمريكية تحت اسم اللجنة الأمريكية لاستقلال أرمينيا (ACIA) في عام 1918 وتأسست باسم اللجنة الوطنية الأرمنية الأمريكية في عام 1941. اللجنة الوطنية الأرمنية الأمريكية هي نتاج اللجنة الأمريكية لاستقلال أرمينيا التي تأسست بعد الحرب العالمية الأولى من قبل فاهان كارداشيان، القنصل السابق للدولة العثمانية في واشنطن. شارك في هذه المنظمة العديد من القادة الأمريكيين والحلفاء البارزين بما في ذلك جيمس دبليو. جيرارد، سفير الولايات المتحدة في ألمانيا، والسناتور هنري كابوت لودج، وتشارلز إيفانز هيوز (تم تعيينه لاحقًا رئيسًا للمحكمة العليا الأمريكية)، وإليهو روت وآخرين. كان هدف اللجنة الأمريكية لاستقلال أرمينيا هو استقلال أرمينيا الويلسونية. كان لدى اللجنة الأمريكية لاستقلال أرمينيا مكتب مركزي في مدينة نيويورك و23 مكتبًا إقليميًا في 13 ولاية.
في وقت لاحق، تطورت هذه المكاتب تدريجيًا إلى اللجنة الوطنية الأرمنية الأمريكية، والتي وسعت أنشطتها لتشمل جهود العلاقات العامة لتعريف المجتمعات المحلية بالقضايا الأرمنية بما في ذلك الإبادة الجماعية للأرمن والتطلعات القومية الأرمنية. شملت الأنشطة الأخرى أنشطة إحياء ذكرى 24 أبريل، والمنتديات العامة، وجهود تسجيل الناخبين، ودعم المرشحين السياسيين المحليين والولائيين، وإطلاع المجتمع المحلي على القضايا الأرمنية.
تنشط اللجنة الوطنية الأرمنية الأمريكية في مجالات مختلفة من الأنشطة السياسية والتعليمية، بما في ذلك:
- الشروع في التشريع بشأن القضايا التي تهم الجالية الأرمنية الأمريكية، مثل تعزيز أرمينيا كدولة آمنة ومزدهرة وديمقراطية؛ دعم حق ناغورني قره باغ (أرتساخ) في تقرير المصير والاستقلال داخل حدود آمنة؛ إلخ
- المشاركة في العملية الانتخابية الأمريكية على المستوى الفيدرالي والولائي والمحلي من خلال توعية المسؤولين المنتخبين بقضايا الأرمن الأمريكيين وتزويد الناخبين الأرمن الأمريكيين بمعلومات محدثة حول مواقف المرشحين من المخاوف الأمريكية الأرمنية.
- نشر شهادات الكونغرس، وأوراق الموقف، والبيانات الصحفية، وصحائف الوقائع، والنشرات الإخبارية الإقليمية.

خارج المقر الوطني للجنة الوطنية الأرمنية الأمريكية الموجود في واشنطن، يوجد مكتبان إقليميان في مدينة نيويورك ولوس أنجلوس، وأكثر من خمسين فرعًا محليًا وآلاف النشطاء، وهي تتعاون مع شبكة كبيرة من اللجان الوطنية الأرمنية الإقليمية (أو مكاتب القضية الأرمنية / Hay Tad) في أرمينيا وروسيا وفرنسا والشرق الأوسط وكندا وأمريكا الجنوبية وأستراليا.
منذ أوائل التسعينيات، دافعت اللجنة الوطنية الأرمنية الأمريكية عن المادة 907 من قانون دعم الحرية، التي تقيد المساعدة لحكومة أذربيجان.
كانت اللجنة الوطنية الأرمنية الأمريكية من بين المنظمات الرئيسية التي دعمت قرار مجلس النواب الأمريكي رقم 106 الذي دعا الولايات المتحدة إلى الاعتراف بالإبادة الجماعية للأرمن التي ارتكبتها الدولة العثمانية خلال الحرب العالمية الأولى.
رئيس اللجنة الوطنية الأرمنية الأمريكية هو رافي هامبريان. يتألف فريق العمل من المدير التنفيذي آرام هامبريان، ومدير الاتصالات إليزابيث س. تشولدجيان، ومدير الشؤون الحكومية رافي إن كاراكشيان، والمدير المالي كريستوفر هيكيميان.
في 25 مايو 2017، أصدرت اللجنة الوطنية الأرمنية الأمريكية بيانًا ضد ميزانية دونالد ترامب، والتي ستقطع 69.6% من المساعدات لأرمينيا. صرحت وكالة اللجنة الوطنية الأرمنية الأمريكية: «نحن منزعجون من اقتراح ترامب غير الحكيم والمضلل بقطع المساعدات عن أرمينيا».

## روابط خارجية
- الموقع الرسمي
- اللجنة الوطنية الأرمنية الأمريكية الموقع الرسمي لوسط كاليفورنيا
- مقابلة مع المدير التنفيذي للجنة الوطنية الأرمنية الأمريكية آرام هامبريان